# Piletocera
Piletocera är ett släkte av fjärilar. Piletocera ingår i familjen Crambidae.

## Dottertaxa tillPiletocera, i alfabetisk ordning[1]
- Piletocera aceoalis
- Piletocera aegimiusalis
- Piletocera aequalis
- Piletocera agathanalis
- Piletocera albescens
- Piletocera albicinctata
- Piletocera albilunata
- Piletocera albimixtalis
- Piletocera albipictalis
- Piletocera albiventralis
- Piletocera analytodes
- Piletocera argopis
- Piletocera atrata
- Piletocera atratalis
- Piletocera aurantiimaculalis
- Piletocera barbicornis
- Piletocera basalis
- Piletocera batjianalis
- Piletocera bisignalis
- Piletocera bistrigalis
- Piletocera bufalis
- Piletocera chloronota
- Piletocera chrysorycta
- Piletocera cincta
- Piletocera collaris
- Piletocera conchylia
- Piletocera concisalis
- Piletocera confinalis
- Piletocera contingens
- Piletocera costifascialis
- Piletocera costipunctata
- Piletocera cumulalis
- Piletocera cuprescens
- Piletocera cyclospila
- Piletocera dactyloptila
- Piletocera denticostalis
- Piletocera discalis
- Piletocera discisignalis
- Piletocera elongalis
- Piletocera enneaspila
- Piletocera epipercialis
- Piletocera erebina
- Piletocera exilialis
- Piletocera flavalis
- Piletocera flavicorpus
- Piletocera flavidiscalis
- Piletocera flavomaculata
- Piletocera flexiguttalis
- Piletocera fluctualis
- Piletocera formosalis
- Piletocera fulvalis
- Piletocera hadesialis
- Piletocera hecate
- Piletocera hemiphaealis
- Piletocera holophaealis
- Piletocera illectalis
- Piletocera inconspicua
- Piletocera inconspicualis
- Piletocera infernalis
- Piletocera isola
- Piletocera javanalis
- Piletocera latalis
- Piletocera leucocephalis
- Piletocera leucodelta
- Piletocera leucogastralis
- Piletocera litanalis
- Piletocera luteosignata
- Piletocera lycopusalis
- Piletocera macroperalis
- Piletocera maculifrons
- Piletocera meekii
- Piletocera megaspilalis
- Piletocera melanauges
- Piletocera melesalis
- Piletocera mesophaealis
- Piletocera metochrealis
- Piletocera micralis
- Piletocera microcentra
- Piletocera microdontalis
- Piletocera mirabilis
- Piletocera mysolalis
- Piletocera nasonia
- Piletocera nigrescens
- Piletocera nudicornis
- Piletocera ocelligera
- Piletocera ochrosema
- Piletocera octosemalis
- Piletocera opacalis
- Piletocera orientalis
- Piletocera parki
- Piletocera penicillalis
- Piletocera phaeocraspedalis
- Piletocera plebeialis
- Piletocera plumbicostalis
- Piletocera praeficalis
- Piletocera pseudadelpha
- Piletocera pullatalis
- Piletocera pumilialis
- Piletocera purpureofusa
- Piletocera purvalis
- Piletocera quadralis
- Piletocera ranalis
- Piletocera rechingeri
- Piletocera reducta
- Piletocera reunionalis
- Piletocera rhopalophora
- Piletocera rotundalis
- Piletocera ruficeps
- Piletocera rufulalis
- Piletocera sagittalis
- Piletocera scotochroa
- Piletocera signiferalis
- Piletocera simplicialis
- Piletocera sodalis
- Piletocera steffanyi
- Piletocera stenipteralis
- Piletocera stercoralis
- Piletocera stygialis
- Piletocera tellesalis
- Piletocera tenebrosalis
- Piletocera torsicostalis
- Piletocera ulophanes
- Piletocera vestigialis
- Piletocera viola
- Piletocera violalis
- Piletocera violascens
- Piletocera wollastoni
- Piletocera xanthosoma
- Piletocera zebinalis